# جيانفيتو ميسوراكا
جيانفيتو ميسوراكا (بالإيطالية: Gianvito Misuraca)‏ (2 أبريل 1990 بباليرمو في إيطاليا - ) هو لاعب كرة قدم إيطالي في مركز الهجوم. شارك مع منتخب إيطاليا تحت 20 سنة لكرة القدم ومنتخب إيطاليا لكرة القدم للدرجة الثانية ‏ ومنتخب إيطاليا تحت 21 سنة لكرة القدم. أما مع النوادي، فقد لعب مع نادي بارما ونادي باليرمو ونادي بيزا ونادي غوريتسا ونادي فيتشينزا وBassano Virtus 55 ST ‏ ونادي غروسيتو.